# Rouille brune du blé
La rouille brune du blé est une maladie cryptogamique qui affecte les feuilles, tiges  et grains du blé, de l'orge et du seigle. Dans les zones tempérées, elle est très destructive sur le blé d'hiver du fait que l'agent pathogène hiverne.
Les infections peuvent entraîner des pertes de rendement allant jusqu'à 20 %, pertes aggravées par les feuilles mortes qui fertilisent le champignon.
L'agent pathogène est le champignon basidiomycète Puccinia triticina (tandis que Puccinia graminis est l'agent de la rouille noire et Puccinia striiformis celui de la rouille jaune). C'est la plus répandue de toutes les maladies de rouille du blé, présentes dans la plupart des régions de culture du blé. Elle provoque de graves épidémies notamment en Amérique du Nord, au Mexique et en Amérique du Sud, et c'est une maladie saisonnière dévastatrice en Inde. Les trois types de Puccinia sont hétéroéciques, c'est-à-dire qu'elles nécessitent deux hôtes distincts pour accomplir leur cycle biologique, et lointainement apparentés (hôtes alternants). La rouille et le charbon sont causés par des champignons de la classe des Pucciniomycetes, mais la rouille ne produit normalement pas de masse poudreuse noire.

## Symptômes
La maladie se manifeste par de petites pustules de couleur brune à brun orangé, qui se développent sur les limbes foliaires, essentiellement sur la face supérieure, dans une distribution de dispersion aléatoire. Ces pustules (appelées urédies) contiennent des spores qui se présentent sous forme d'une poudre brun orangé. Elles apparaissent le plus souvent sur les feuilles supérieures, tardivement juste avant l'épiaison.
Elles peuvent se regrouper en taches plus larges dans les cas graves. Les attaques les plus graves peuvent toucher aussi l'épi (barbes et glumes).
On observe plus rarement des pustules sur les gaines et les tiges.
En fin d’attaque, les pustules deviennent noires (formation de téleutospores).
Les  spores infectieuses sont transmises par le sol et disséminées par le vent, ce qui entraîne une répartition homogène de la maladie dans les parcelles.
Le développement de la maladie est relativement lent au début, mais s'accélère ensuite lorsque le climat est chaud (température allant de 15 à 20 °C) et humide. Cela en fait une maladie des céréales mûres, en été, généralement  trop tardive pour causer des dégâts importants dans les régions tempérées. Les pertes s'élèvent en moyenne de 5 à 20 %, mais peuvent atteindre 50 % dans les cas les plus graves.
Au-delà de 30 °C, la maladie ne se développe plus.

## Cycle de vie
La rouille brune du blé se propage par des spores transportées par l'air . Cinq types de spores se forment durant le cycle de vie. Les urédospores, téleutospores et basidiospores se développent sur les plants de blé et les pycnidiospores et écidiospores sur les hôtes alternants.
Le processus de germination nécessite de l'humidité, et se déroule le mieux avec une  humidité de 100 %. La température optimale pour la germination se situe entre 15 et 20 °C.
Avant la  sporulation, les plants de blé paraissent complètement asymptomatiques.
Dans le sous-continent asiatique, les spores ne peuvent pas survivre au temps chaud et sec, mais sont réintroduits chaque année en provenance des montagnes de l'Himalaya ou des collines environnantes, peut-être venant de Berberis spp., Thalictrum flavum et Muehlenbergia huglet, qui est une des causes principales des moisissures du pain et de certaines plantes herbacées.
Les agents pathogènes de la rouille du blé sont biotrophes et ont besoin de cellules végétales pour survivre.
Puccinia triticina  a un cycle de reproduction asexué et sexué. Au cours de la phase sexuée, le champignon assure sa survie et sa multiplication. La phase asexuée se déroule sur le blé : le champignon pénètre dans la plante en quelques heures et est capable d’effectuer un cycle complet en 7 à 10 jours. Pour réaliser son cycle de vie biologique Puccinia triticina  exige un second hôte Thalictrum spp sur lequel il hiverne.
Dans les régions, telles que l'Australie, dont Thalictrum est absent, l'agent pathogène ne subit que son cycle de vie asexué et hiverne sous forme de mycélium ou d'urédies. Le processus de germination exige de l'humidité et des températures comprises entre 15 et 20 °C. 10 à 14 jours environ après le début de l'infection, le champignon commencent à sporuler et les symptômes deviennent visibles sur les feuilles de blé.
L'agent pathogène a un cycle de reproduction  asexué et sexué. En Amérique du Nord, Amérique du Sud et Australie, l'agent pathogène ne subit qu'un cycle asexué. Cependant cela ne semble pas être un inconvénient pour son développement, et la rouille brune du blé a beaucoup  de races ayant différents niveaux de virulence. Le cycle de vie sexué de la rouille brune du blé nécessite une autre espèce d' hôte, Thalictrumn spp.

## Résistance de l'hôte
Les sélectionneurs se sont efforcés d'améliorer le rendement des cultures telles que le blé depuis des temps très anciens. Au cours des dernières années, la sélection pour la résistance aux maladies s'est révélée aussi importante pour la production totale de blé que la sélection pour le rendement. L'utilisation d'un seul gène de résistance contre divers ravageurs et maladies joue un rôle majeur dans la sélection de résistances chez les plantes cultivées. Le premier gène unique de résistance a été identifié comme efficace contre la rouille jaune. Depuis, de nombreux gènes uniques de résistance à la rouille brune ont été identifiés, le 47e gène prévient les pertes de rendement  dues à Puccinia recondita Rob. Desm Ex. f.sp. tritici', qui peuvent varier de 5 à 15 % en fonction du stade de développement des cultures.
Le gène de résistance à la rouille brune est un gène de résistance efficace au stade de la plante adulte qui augmente la résistance des plantes contre les infections par Puccinia  recondita f.sp. tritici  (UVPrt2 ou UVPrt13), en particulier lorsqu'il est combiné avec les gènes Lr13 et le gène Lr34 (Kloppers & Pretorius, 1997). Le gène Lr37 provient du cultivar français VPM1 (Dyck et Lukow, 1988). La lignée RL6081, sélectionnée au Canada pour la résistance au gène Lr37, a montré une résistance aux stades plantule et adulte aux rouilles brune, jaune, et noire. Les croisements avec les cultivars français permet donc l'introduction de ce gène dans du germoplasme local. Non seulement le gène est introduit, mais la variation génétique des cultivars d'Afrique du Sud augmente également.
Les techniques moléculaires ont été utilisées pour estimer la distance génétique entre les différents cultivars de blé. La distance génétique étant connue, on peut prédire quelles sont les meilleures combinaisons entre les deux génotypes étrangers porteurs des gènes Lr37, VPMI et RL6081 et les cultivars locaux sud-africains . Cela est particulièrement important chez le blé vu sa faible variation génétique. Le gène est également transféré avec le moins de rétrocroisements possibles dans les cultivars génétiquement les plus proches, engendrant des descendants similaires sur le plan génétique au parent récurrent, mais avec le gène Lr37 en plus.
La distance génétique entre des lignées quasi-isogéniques (NIL) pour un gène particulier donne également une indication du nombre de loci, amplifiés par des techniques moléculaires, qu'il est nécessaire de comparer afin de localiser les marqueurs putatifs liés au gène.

## Méthodes de lutte
Le choix de variétés résistante est importante pour prévenir cette maladie.
La lutte chimique à l'aide de fongicides contenant du triazole peut être utile pour maîtriser les infections jusqu'au stade de l'épiaison, mais est difficile à justifier économiquement en cas d'attaques survenant après ce stade.